# Маніаго
Маніаго, Маніаґо (італ. Maniago, вен. Maniago) — муніципалітет в Італії, у регіоні Фріулі-Венеція-Джулія,  провінція Порденоне.
Маніаго розташоване на відстані близько 480 км на північ від Рима, 105 км на північний захід від Трієста, 25 км на північ від Порденоне.
Населення — 11 800 осіб (2014).
Щорічний фестиваль відбувається 21 листопада. Покровитель — San Mauro di Parenzo.

## Демографія
Населення за роками:

Станом на 1 січня 2023 року в муніципалітеті офіційно проживало 1228 іноземців з 57 країн, серед них 363 громадяни країн Євросоюзу та 24 громадяни України.

## Сусідні муніципалітети
- Андреїс
- Арба
- Фанна
- Фризанко
- Монтереале-Вальчелліна
- Сан-Куїрино
- Вайонт
- Віваро